# Leonello Leoni
Leonello Leoni (Vigasio, 28 agosto 1936 – Cesena, 19 luglio 2023) è stato un calciatore italiano, di ruolo centrocampista.

## Biografia
Giocò in Serie A con il Genoa. Contemporaneamente frequentava con buoni risultati il liceo scientifico al Convito Nazionale Colombo di Genova. Oltre che buon giocatore (famosi due gol segnati alla Lazio a Roma, seguiti il mattino successivo dalla presenza a scuola), è stato molto educato con compagni e insegnanti, sempre gentile e disponibile con i compagni di classe pur essendo più anziano di loro di 4 anni. Ottenuta la maturità nel 1960, era sua intenzione proseguire con l'università per studiare chimica.